# Mastigostyla herrerae
Mastigostyla herrerae är en irisväxtart som först beskrevs av Julio César Vargas Calderón, och fick sitt nu gällande namn av Pierfelice Ravenna. Mastigostyla herrerae ingår i släktet Mastigostyla och familjen irisväxter. Inga underarter finns listade i Catalogue of Life.